# Municipio de Cincinnati (condado de Tazewell)
El municipio de Cincinnati (en inglés: Cincinnati Township) es un municipio ubicado en el condado de Tazewell en el estado estadounidense de Illinois. En el año 2010 tenía una población de 9506 habitantes y una densidad poblacional de 120,76 personas por km².

## Geografía
El municipio de Cincinnati se encuentra ubicado en las coordenadas 40°31′4″N 89°39′48″O / 40.51778, -89.66333. Según la Oficina del Censo de los Estados Unidos, el municipio tiene una superficie total de 78.72 km², de la cual 77.8 km² corresponden a tierra firme y (1.17%) 0.92 km² es agua.

## Demografía
Según el censo de 2010, había 9506 personas residiendo en el municipio de Cincinnati. La densidad de población era de 120,76 hab./km². De los 9506 habitantes, el municipio de Cincinnati estaba compuesto por el 88.69% blancos, el 6.65% eran afroamericanos, el 0.92% eran amerindios, el 0.58% eran asiáticos, el 0.04% eran isleños del Pacífico, el 1.78% eran de otras razas y el 1.35% pertenecían a dos o más razas. Del total de la población el 4.36% eran hispanos o latinos de cualquier raza.